# Ramiro Andrade
Ramiro Andrade – kolumbijski zapaśnik walczący w obu stylach. Srebrny i brązowy medalista igrzysk boliwaryjskich w 1981 roku.